# Томтор (Мегіно-Кангаласький улус)
Томтор (рос. Томтор) — село у Мегіно-Кангалаському улусі Республіки Сахи Російської Федерації.
Населення становить 418 осіб. Належить до муніципального утворення Томторський наслег.

## Історія
Згідно із законом від 30 листопада 2004 року органом місцевого самоврядування є Томторський наслег.

## Населення
| 2002 | 2010 | 2012 | 2013 | 2014 | 2015 | 2016 |
| ---- | ---- | ---- | ---- | ---- | ---- | ---- |
| 452  | ↘430 | ↘418 | ↘413 | ↘412 | ↗422 | ↗424 |
| 2017 | 2018 |      |      |      |      |      |
| ↗429 | ↘418 |      |      |      |      |      |